# Idstein
Idstein is een stad in het district Rheingau-Taunus in het zuiden van Hessen. Het ligt in het Taunusgebergte, ten noorden van de deelstaathoofdstad Wiesbaden, en vervult de functie van een middelgroot centrum volgens de Hessische staatsplanning.
Idstein heeft sinds 18 oktober 2016 de officiële extra aanduiding van universiteitsstad, als verwijzing naar de plaatselijke zetel van de Fresenius Hogeschool.

## Geografie
De oude stad ligt tussen de twee stadsstromen, de Wolfsbach in het oosten en de Wörsbach in het westen, op een heuvelrug op ongeveer 280 meter hoogte. Deze wordt ten noorden van de oude stad afgesloten door de kasteelrots, waarachter beide stromen samenkomen. Aan de Wolfsbach zijn nog resten van de gelijknamige nederzetting te zien, maar deze is verlaten. Het landgoed Gassenbach in het zuiden van de stad gaat terug op een oude nederzetting Gassenbach; het behoort sinds enkele jaren tot het domein Mechtildshausen.
Ten westen van de stad, voorbij het Wörsbachdal, ligt nog een heuvelrug van de Hohe Kanzel (592 m) over de Roßberg (426 m) en de Rügert (402 m) naar de Rosenkippel (379 m); in het zuiden vormt de Galgenberg (348 m) een andere heuvelrug tot aan de Dasbacher Haide. Iets onder de westelijke verhoging lopen de Bundesautobahn 3 en de spoorlijn Keulen - Frankfurt (in de Idsteintunnel) langs de helling.
Aan de andere kant van de Rügert liggen de wijken Oberauroff en Niederauroff in het dal van de Auroffer Bach.
Ten noorden van Idstein gaat het Wörsbachtal over in de Goldenen Grund, vruchtbare landbouwgrond die zich uitstrekt tot in het Lahndal.

## Plaatsen in de gemeente Idstein
- Dasbach
- Ehrenbach
- Eschenhahn
- Heftrich
- Idstein (hoofdplaats)
- Kröftel
- Lenzhahn
- Niederauroff
- Nieder-Oberrod
- Oberauroff
- Walsdorf
- Wörsdorf

## Bezienswaardigheden

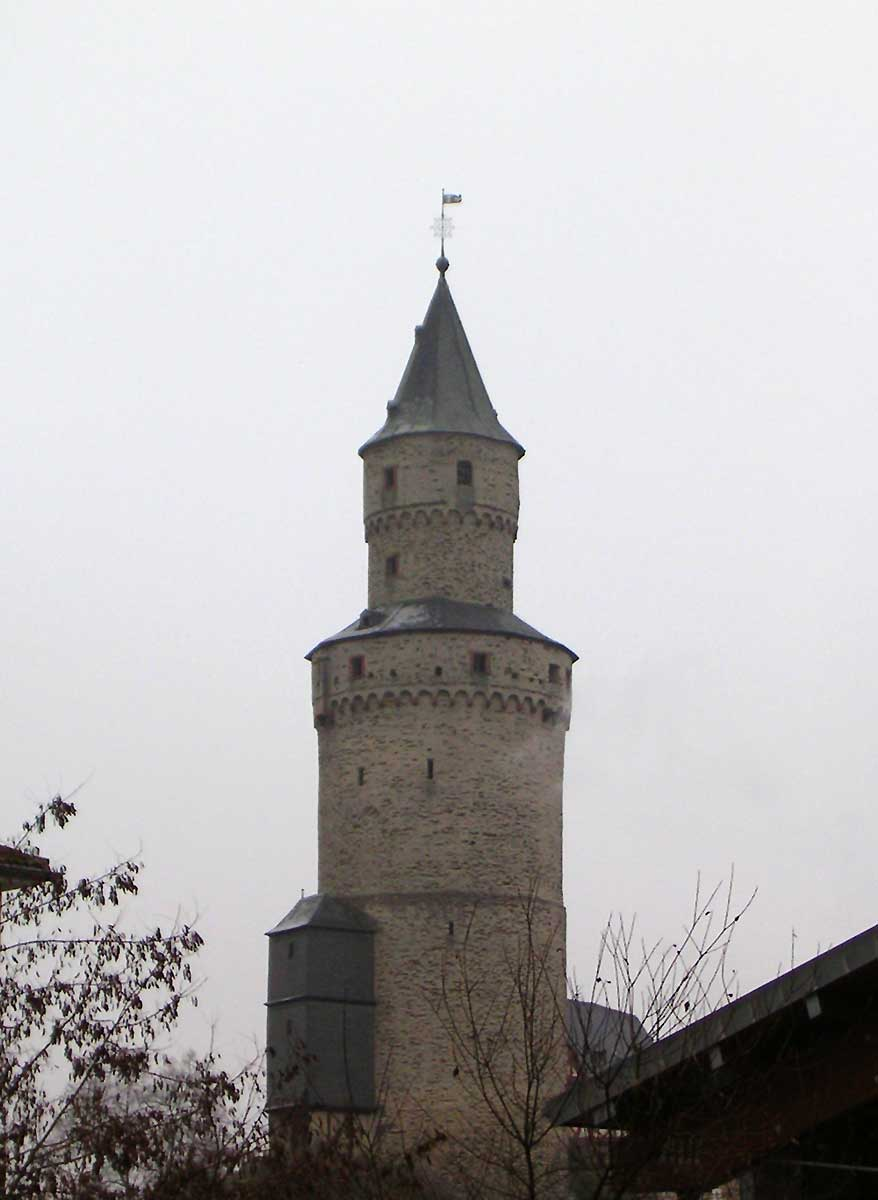
Hexenturm

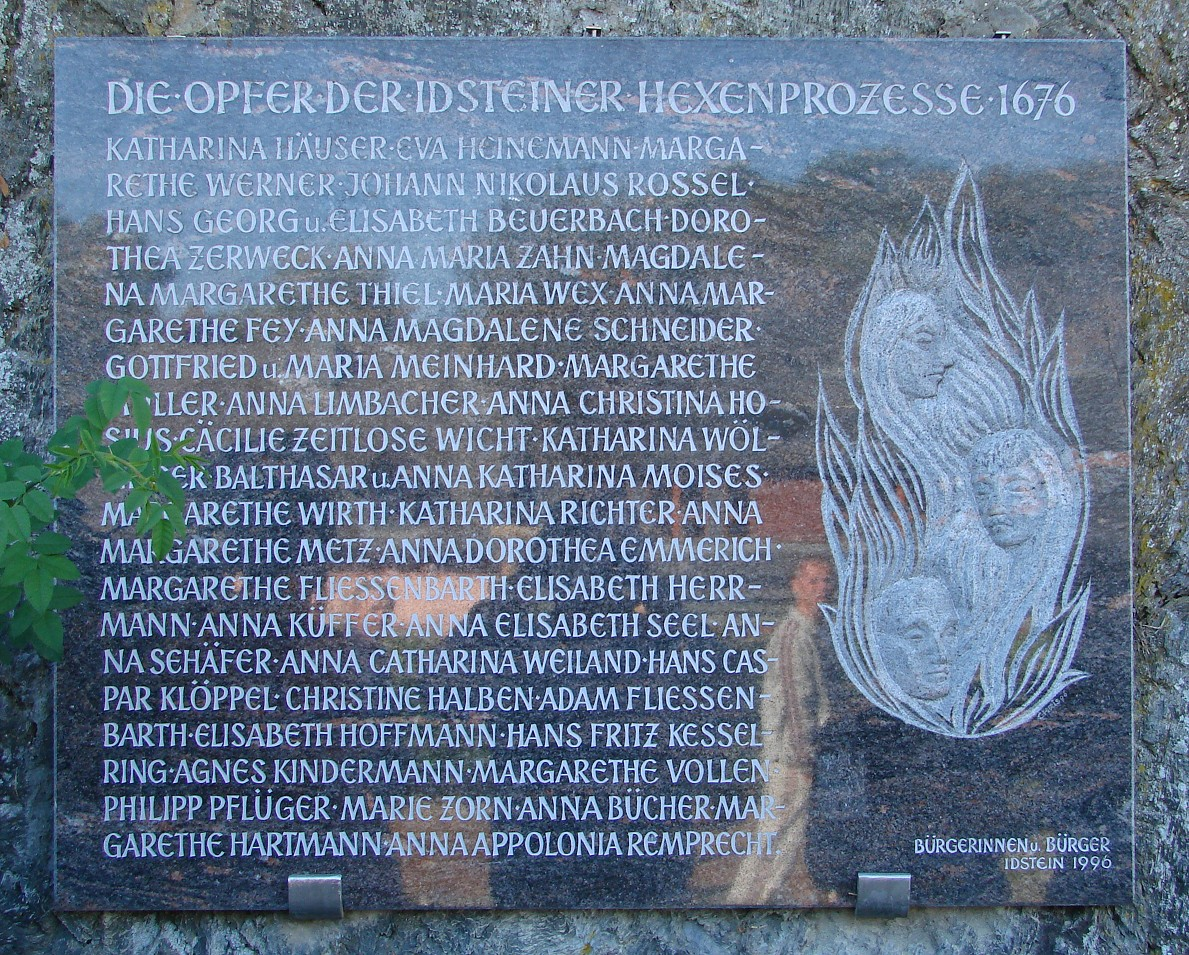
Gedenksteen voor slachtoffers van de heksenvervolging van 1676 in Idstein

- Uniekerk
- Hexenturm

## Partnersteden
De volgende steden zijn partnerstad van Idstein: 
- Zwijndrecht (België)
- Lana (Italië)
- Oeglitsj (Rusland)
- Şile (Turkije)
- Heusden (Nederland);[2] In april 2012 werd overwogen de stedenband te beëindigen.[3]

## Klimaat
Gebaseerd op de gemiddelde temperatuur van Idstein tussen 1991 en 2021 kan gesteld worden dat januari de koudste maand is met een gemiddelde temperatuur van 1°C. Met een gemiddelde temperatuur van iets meer dan 18°C is juli de warmste maand.

## Locatie
Idstein ligt ruim 1 km ten zuiden van Wörsdorf.

## Golf
Golfpark Idstein is de grootste golfoase in het Rijn-Main gebied. Er zijn 36 holes. De oudste baan werd in 1989 aangelegd en was tweemaal gastheer van het Senior German Open. De nieuwere Noordbaan werd in 2001 geopend.

## Geboren in Idstein
- Max Hopp, Duits darter

Aarbergen ·
Bad Schwalbach ·
Eltville am Rhein ·
Geisenheim ·
Heidenrod ·
Hohenstein ·
Hünstetten ·
Idstein ·
Kiedrich ·
Lorch ·
Niedernhausen ·
Oestrich-Winkel ·
Rüdesheim am Rhein ·
Schlangenbad ·
Taunusstein ·
Waldems ·
Walluf